# 3392 Setouchi
3392 Setouchi è un asteroide areosecante. Scoperto nel 1979, presenta un'orbita caratterizzata da un semiasse maggiore pari a 2,1397235 UA e da un'eccentricità di 0,2803776, inclinata di 26,32235° rispetto all'eclittica.
L'asteroide è dedicato all'omonima località giapponese.